# 부가 가치 통신망
VAN (Value Added Network) 또는 부가 가치 통신망은 회선을 소유하는 사업자로부터 통신회선을 빌려 독자적인 통신망을 구성하고, 거기에 어떤 가치를 부가한 통신망이다.